# Sibylle Rasmussen
Sibylle Rasmussen (* 30. September 1973 in Kjellerup Kommune, auch Sibylla Rasmussen) ist eine deutsch-dänische Schauspielerin und Synchronsprecherin.

## Leben
Sibylle Rasmussen wurde in der dänischen Kjellerup Kommune geboren und wuchs in der Schweiz auf. Mit zwanzig Jahren zog sie nach Berlin, wo sie an der Universität der Künste Schauspiel studierte. Sie war anschließend in zahlreichen Bühnenproduktionen in Deutschland und der Schweiz zu sehen. Hauptrollen hatte sie als Gretchen in Faust, Alkmene in Amphitryon, Lulu in Shoppen und Ficken (Mark Ravenhill) sowie als Emmi in Gut gegen Nordwind.
2002 war sie erstmals in einer Filmrolle zu sehen. Sie spielte Luise in dem Kurzfilm Rauchen wir noch eine für die HFF Potsdam. Es folgten Filmrollen in Identity Kills (2003), Jesus kommt jeden Abend (2010), Reuber (2013), Rembetiko Road (2014), Mäge (2015) und Amara (2016). Außerdem war sie in der Episode Familienbande von Ein starkes Team (2017) zu sehen.
2009 machte sie eine ISFF-Weiterbildung zur Synchronsprecherin und synchronisiert seitdem Filme und Fernsehserien auf Dänisch, Deutsch und Schweizerdeutsch.

## Filmografie
- 2002: Rauchen wir noch eine (Kurzfilm)
- 2002: Identity Kills
- 2003: Der einäugige Elefant (Kurzfilm)
- 2008: Freundschaft
- 2009: Jesus kommt jeden Abend
- 2014: Rembetiko Road
- 2014: Reuber
- 2015: Mäge (Kurzfilm)
- 2017: Amara
- 2017: Ein starkes Team: Familienbande (Fernsehfilm)
- 2021: Zurück ans Meer (Fernsehfilm)
- 2021: Der Zürich-Krimi: Borchert und der eisige Tod (Fernsehreihe)

## Theaterengagements
- 1996: Die nordische Heerfahrt (UDK Berlin)
- 1998: Pinocchio (Schauspielhaus Zürich)
- 1998: Der Bauer als Millionär (Schauspielhaus Zürich)
- 1998: Wallenstein (Theater Magdeburg)
- 1998: Jedermann (Theater Magdeburg)
- 1999: Liebestoll (Theater Magdeburg)
- 1999–2002: Faust I (Theater Magdeburg)
- 2000: Der zerbrochene Krug (Theater Magdeburg)
- 2000–2001: Berlin Alexanderplatz (Theater Magdeburg)
- 2001: Die Odyssee (Theater Magdeburg)
- 2001–2002: Shoppen und Ficken (Theater Magdeburg)
- 2002: Woyzeck (Hans Otto Theater Potsdam)
- 2003–2004: Lily’s Haus (Grillo-Theater Essen)
- 2007: Fräulein Julie (Tribüne Berlin)
- 2008: Love (Tribüne Berlin)
- 2007–2008: Amphitryon (Vagantenbühne Berlin)
- 2010: Gut gegen Nordwind (Theater Heidelberg)
- 2011: Die Kameliendame (Theater Konstanz)
- 2011: Bernada Albas Haus (Theater Konstanz)
- 2011–2012: Der Triumph des Siegers (Theater im Palais)
- 2012–2013: Das Geheimnis des Doktor Templeton (Theater im Palais)
- 2013–2015: Sexy Laundry (Theater Rudolstadt)
- 2013–2016: Netboy (Hans Otto Theater Potsdam)
- 2014–2016: Ziemlich beste Freunde (Thüringer Landestheater Rudolstadt)